# خورخي سانس
خورخي سانس (بالإسبانية: Jorge Sanz)‏ هو ممثل إسباني، ولد في 26 أغسطس 1969 بمدريد في إسبانيا.

## أعمال

### أفلام
- (1982) كونان البربري[3][4]
- (1992) بيل إيبوكيه[5]
- (1996) التحررية
- (1999) فتاة أحلامك
- (2016) ملكة إسبانيا

## وصلات خارجية
- خورخي سانس على موقع IMDb (الإنجليزية)
- خورخي سانس على موقع الموسوعة البريطانية (الإنجليزية)
- خورخي سانس على موقع ألو سيني (الفرنسية)
- خورخي سانس على موقع أول موفي (الإنجليزية)
- خورخي سانس على موقع قاعدة بيانات الأفلام السويدية (السويدية)
- خورخي سانس على موقع قاعدة بيانات الفيلم (الإنجليزية)
- خورخي سانس على موقع كينوبويسك (الروسية)